# Manfred Steiner (Politiker)
Manfred Steiner (* 7. April 1934 in Lausnitz, Kreis Saalfeld; † 12. September 2011 in Pößneck) war ein deutscher Politiker der DBD, in deren Vorstand im Bezirk Gera er lange Zeit Funktionen bekleidete, Abgeordneter der Volkskammer der DDR und ab 1990 in der neuen Landwirtschaftsverwaltung von Thüringen führend tätig.

## Leben
Steiner, Sohn einer Bauernfamilie, besuchte die Grundschule, absolvierte eine landwirtschaftliche Lehre und studierte von 1951 bis 1954 an der Fachschule für Landwirtschaft in Triptis. Sein Studium schloss er als staatlich geprüfter Landwirt ab. 1951 trat er der DBD, dem FDGB und der FDJ  bei. Von 1954 bis 1958 war er Mitarbeiter der Abteilung Landwirtschaft beim Rat des Bezirkes Gera, von 1958 bis 1972 Vorsitzender der LPG „Thomas Müntzer“ in Köstitz und von 1972 bis 1974 Ökonom in der LPG (P) „Orlatal“ in Oppurg. 1970/1971 absolvierte er ein Externstudium an der LPG-Hochschule Meißen mit Abschluss als Diplomagraringenieur. Von 1974 bis 1977 war er Stellvertreter des Aufbauleiters und Investleiter des VEB Schweinezucht- und Mastkombinat Neustadt an der Orla, dann Bereichsleiter Investitionen/Rationalisierung im VEB Kombinat Industrielle Mast „Hermsdorfer Kreuz“. 
Von 1961 bis 1967 und erneut von 1979 bis 1990 war Steiner Mitglied des DBD-Bezirksvorstandes Gera, ab 1988 auch Mitglied des Sekretariats und schließlich 1989/90 Vorsitzender des DBD-Bezirksvorstandes Gera. Im März 1990 wurde er zum stellvertretenden Vorsitzenden des DBD-Landesvorstandes Thüringen gewählt.
Steiner war
- von 1963 bis 1983 Mitglied des DBD-Parteivorstandes, darunter 1968 bis 1977 auch Mitglied des Präsidiums,
- von 1963 bis 1967 Abgeordneter des Bezirkstages Gera und Mitglied der Ständigen Kommission Bauwesen des Bezirkstages Gera
- und schließlich von 1967 bis 1987 Abgeordneter der Volkskammer der DDR sowie Mitglied des Ausschusses für Industrie, Bauwesen und Verkehr.

Nach der politischen Wende von 1989 wurde Steiner Mitglied des politisch beratenden Ausschusses im Bezirk Gera und baute ab 1990 die Mittelbehörde für Thüringen mit auf. Er wurde Referatsgruppenleiter Landwirtschaft im neuen Landesverwaltungsamt Weimar. Bei der Reorganisation im Jahre 1994 ging ein Teil der Stellen in die damalige Thüringer Landesanstalt für Landwirtschaft Jena über. Steiner leitete die verbliebenen Referate in Weimar und war bis zu seinem Ausscheiden auch weiter u. a. für die unteren Ämter (Landwirtschaft, Flurneuordnung) und die Ausbildung zum landwirtschaftlichen Verwaltungsdienst in Thüringen zuständig. 

## Auszeichnungen
- Banner der Arbeit, Stufe I
- Nationalpreis der DDR, III. Klasse mit dem Kollektiv der Kooperationsgemeinschaft „Orlatal“, Bezirk Gera „für seinen Anteil an der beispielhaften ökonomischen und gesellschaftlichen Entwicklung in der Kooperationsgemeinschaft Orlatal unter den Bedingungen der Vorgebirgslagen“
- Verdienstmedaille der DDR
- Medaille für ausgezeichnete Leistungen in LPG
- Meisterbauer der genossenschaftlichen Produktion